# Leptojulis cyanopleura
Leptojulis cyanopleura là một loài cá biển thuộc chi Leptojulis trong họ Cá bàng chài. Loài này được mô tả lần đầu tiên vào năm 1853.

## Từ nguyên
Từ định danh của loài được ghép bởi hai từ trong tiếng Latinh: cyano ("màu xanh lam") và pleura ("ở phía bên"), hàm ý đề cập đến hai đường sọc mảnh màu xanh lam óng viền lấy cạnh trên và dưới của dải sọc lớn màu vàng cam ở hai bên thân của cá đực.

## Phạm vi phân bố và môi trường sống
L. cyanopleura có phạm vi phân bố trên Ấn Độ Dương - Thái Bình Dương. Loài này được ghi nhận trong vịnh Ả Rập và vịnh Oman; bờ biển Nam Yemen và Socotra; Nam Ấn Độ trải dài đến Sri Lanka và Maldives; từ quần đảo Mergui trải dài đến các vùng biển bao quanh Đông Nam Á hải đảo; về phía nam đến Tây Úc (từ rạn san hô Ningaloo đến Quobba) và từ rạn san hô Great Barrier đến Sydney; phía đông trải dài đến Papua New Guinea và quần đảo Solomon.
L. cyanopleura sống gần các rạn san hô trên nền đáy đá vụn, thường là những vùng biển có nước đục và nhiều sinh vật phù du, độ sâu đến 75 m.

## Mô tả
L. cyanopleura có chiều dài cơ thể tối đa được ghi nhận là 13 cm. Cơ thể thon dài. Cá đực có màu xanh lam xám với một sọc màu vàng da cam dược viền xanh óng ở trên và dưới từ mõm băng qua mắt kéo dài tới giữa cuống đuôi. Nhiều lớp vảy màu đen viền xanh hợp thành một đốm trên gốc vây ngực, và một đốm đen ngay trên gáy. Đuôi màu xanh lam với các dải sọc xiên màu vàng cam ở nửa trên và dưới của đuôi. Cá cái và cá con có màu trắng với một dải sọc nâu cam từ mõm băng qua mắt kéo dài đến giữa cuống đuôi; một dải sọc khác hẹp hơn từ đỉnh đầu dọc theo gốc vây lưng đến chóp cuống đuôi.
Số gai ở vây lưng: 9; Số tia vây ở vây lưng: 11; Số gai ở vây hậu môn: 3; Số tia vây ở vây hậu môn: 11; Số tia vây ở vây ngực: 13.

## Hành vi và tập tính
Thức ăn của L. cyanopleura là các loài động vật phù du gần đáy. Số lượng cá cái (giai đoạn đầu) thường nhiều hơn so với cá đực trưởng thành (giai đoạn cuối).